# Heřman (probošt)
Hermann, též Heřman (asi přelom 12. a 13. století – 1254) byl královským notářem, dvorním kaplanem a 13. proboštem litoměřické kapituly sv. Štěpána v letech 1226–1254.

## Život
Uveden je v roce 1219 jako královský notář a dvorní kaplan. Doprovázel panovníka na jeho cestách, i když se později stal proboštem litoměřickým.
Hermann se ucházel dlouhodobě o proboštství litoměřické. Poprvé jej jako litoměřického probošta nalézáme roku 1226, kdy je v konfirmační listině pro doksanský klášter s touto funkcí uveden. Ovšem situace v Litoměřicích začínala nabývat na složitosti. V souvislosti s rozrůstáním města se v Litoměřicích utvářejí čtyři komplexy: královský majetek, město Litoměřice s tzv. magdeburským právem, litoměřická kapitula a konečně sídelní komplex Hroznaty z Teplé v jižní části města směrem k Labi. S tím byla spojena otázka lokální příslušnosti měšťanů, svobodníků (svobodných lidí) i poddaných. Bylo třeba vytyčil přesné hranice mezi uvedenými částmi litoměřické aglomerace, a tak se především později výrazně vymezilo hradbami královské město Litoměřice a litoměřická kapitula.
Za probošta Hermanna přišly do Litoměřic první mužské řády. Stalo se tak díky pražskému biskupovi Bernardovi ze starobylého rodu Kaplířů ze Sulevic, který byl od roku 1229 scholastikem kapituly sv. Víta v Praze a rychle postupoval v hodnostech, založil v Litoměřicích roku 1236 první mužský klášter dominikánů s kostelem sv. Michala, přičemž klášter zpevňoval obranu mostu svými hradbami v západní části města. V severovýchodní části města vznikl již v roce 1233 minoritský klášter sv. Jakuba. Biskup Bernard Kaplíř dal na vlastní náklady vybudovat dominikánský klášter s kostelem sv. Michala. Zde vznikla rodová hrobka Kaplířů ze Sulevic, která přečkala staletí až do vymření kaplířovského rodu a zrušení kláštera s kostelem roku 1789. Část budovy byla použita jako krajský úřad od roku 1810.
Hermann postupoval v součinnosti s biskupem Bernardem Kaplířem a také dosáhl dalších pozic. V roce 1230 se stal kanovníkem svatovítské kapituly, roku 1240 pak jejím kustodem. Dále byl jmenován kanovníkem vyšehradským. Nezahálel však ani v Litoměřicích. Za jeho působení se litoměřické proboštství stalo honosným sídlem, čemuž nasvědčoval několikatýdenní pobyt panovníků v Litoměřicích i s komonstvem (družinou na koních) v roce 1249.
Až v roce 1252 litoměřický probošt Hermann dostal kapitulu do plného vlastnictví, včetně soudí pravomoci. V této části se ale dělily objekty, domy, pole, sady, vinice atd. mezi probošta a poddané kapituly. Tím počaly spory zvláště o poddané kapituly na několik staletí; šlo i o městský trh.